# 沪江大学

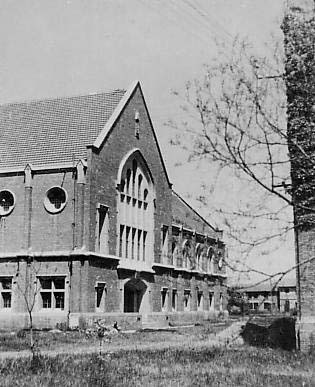
沪江大学旧影

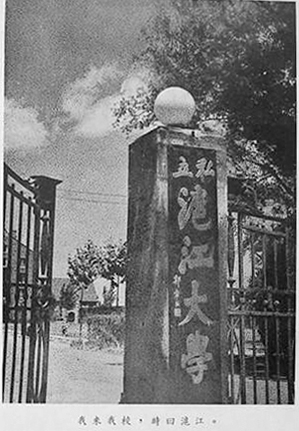
沪江大学校门

沪江大学，是20世纪上半叶一所位于上海的浸会背景的教会大学，校址位于黄浦江畔的杨树浦军工路，鼎盛时期以文理商著称于世。沪江大学创办于1906年，原名上海浸会大学，最初的校长为美国人柏高德博士。另设浸会神学院，由美国人万应远博士任院长。沪江大学首任华人校长刘湛恩对学校进行了一系列旨在“中国化”的整顿和改革，使沪江在当时私立大学中以学风纯朴闻名，较少教会气，更多中国化著名。本來據此滬江大學與隸屬的中國十三所基督教大學聯合董事會，原想堅持留在共產政權下的中國大陸，以世俗化的基督教高等教育的角色，有所見證，但未果而被迫整併。
而在1949年後原定在大陸繼續辦學的計畫，惟很快看到大陸的政治形勢非常不樂觀，聯合董事會和香港教會領袖於是決定在香港合併十三家基督教高等教育大學為一所基督教大學。最終於1951年由聯合董事會，在上海聖約翰大學校董會主席歐偉國、廣州嶺南大學校長李應林和香港教會團體帶領下合作創立香港崇基學院，也即現香港中文大學的一部分。滬江大學人員轉移到香港。而駐留大陸的院系經全国高等学校进行院系调整，沪江大学各科系硬件分别并入复旦大学、华东师范大学等相关院校，校址則轉移給上海机械学院（今上海理工大学）。

## 歷史
1900年庚子之乱期间，美南浸信会的华中差会（在江苏传教）和美北浸礼会的华东差会（在浙江传教）成员都来到上海避难。期间他们达成了共识，决定在上海联合创办一所高等学校。
1906年，首先在北四川路北端开办了浸会神学院（Shanghai Baptist Theological Seminary），校长是美南浸信会传教士万应远博士。1909年开设浸会大学堂（Shanghai Baptist College），校长是美北浸礼会传教士柏高德博士。
1911年二部分合并组建 “Shanghai Baptist College and Theological Seminary”（上海浸會大學），校长为美北浸礼会传教士魏馥兰。校址选定在沪东军工路，建成一所黄浦江畔的綠茵遍地、風景幽雅的美丽校园。
1914年中文校名定为沪江大学。
1917年由美国弗吉尼亚州颁发学位。
1928年，沪江大学聘用第一位华人校长刘湛恩。
1929年，沪江大学向中華民國政府立案，英文校名也改为University of Shanghai。
1932年，沪江购进上海公共租界中区圆明园路真光大楼的2楼，将商学院迁到那里。
1937年淞沪会战爆发，沪江大学避入租界内的商学院。 
1938年4月7日，刘湛恩校长被日本人刺杀，樊正康接任校长。在重庆的沪江与东吴大学的校友曾联合开办法商学院。
1951年2月，中華民國政府撤退至臺灣後，實際控制中國大陸地區的中华人民共和国政府从教会手中接管沪江大学。
1952年中国高等学校进行院系调整，沪江大学被撤销，各系分别并入华东师范大学、复旦大学等相关院校，校址移归上海机械学院（今上海理工大学）。
滬江大學在台灣的校友於1958年在台北市成立滬江高中；滬江大學香港同學會亦在1986年為紀念母校八十周年校慶而於港島東區康山創辦滬江小學。

## 學校歷史档案保存
沪江大学档案于1952年被“停办高等学校联合办事处”接收，转至上海市档案馆，现今保存状况如下：
- 上海市档案馆，收藏有档案全宗，起止时间为1906—1952年。
- 上海图书馆。
- 复旦大学图书馆。
- 华东师范大学图书馆。收藏有学生刊物《天籁》、《沪大教育》、《沪大商刊》等刊物。
- 中国国家图书馆。
- 北京大学图书馆。收藏有《沪大科学》、《沪大文学》、《沪江附中季刊》等十余种刊物。
- 吉林省图书馆。
- 香港中文大学。
- 上海理工大学档案馆。收藏有20余本沪江年刊及少量的实物。[2]
- 耶鲁大学中国教会大学资料中心。收藏有沪江行政、人物、财政等方面档案。

## 校训
- 信——信实待人，事事谦冲自处
- 义——义理存心，时时反观自省
- 勤——勤俭进取，日日努力不懈
- 爱——爱人如己，常常感恩回馈

## 校歌
沪江大学校歌
曲：America the Beautiful
我来我校，时曰沪江，共高歌乐赞扬。
赞扬之声，遍于四方，我爱我校，爰升其堂，
惟我母校，信义勤爱，赞扬母校荣光，
使我学行，罔或不臧，增荣名仰沪江。

## 校园
大学校园是今天上海理工大学的軍工路校區。1949年以前，沪江大学约有60幢建筑物，目前保存有35幢，其中有30幢列入上海市优秀近代建筑，建築多为红砖坡顶建筑，是中国大陆保存较为完好的教会学校建筑群。沪江大学历史建筑群已被列为上海市优秀历史建筑以及全国重点文物保护单位。
| 名称                                               | 始建或落成年分         | 现时用途           | 备注 |
| -------------------------------------------------- | ---------------------- | ------------------ | --- |
| 思晏堂（Yates Hall）                               | 建於1908年、1909年落成 | 教學樓             | 纪念浸会早期来华传教士晏玛太(Matthew T.Yates)，上海優秀建築 |
| 思斐堂                                             | 1915年落成             | 第三宿舍           | 上海優秀建築 |
| 思伊堂（Evanston Hall）                            | 1919年落成             | 第四宿舍           | 上海優秀建築 |
| 体育馆（Haskell Gymnasium）                        | 1918年落成             | 學生活動中心       | 上海優秀建築 |
| 思孟堂（Melrose Hall）                             | 1920年落成             | 第二行政办公楼     | 由美国加州梅尔罗斯（ Melrose, Pasadena）的厥特氏The Treats捐赠。纪念1907年在江西牯岭因拯救落水的雅礼大学席比义而牺牲的圣约翰大学孟嘉德（Arthur Sitgreaves Mann）牧师。上海優秀建築 |
| 思雷堂（Richmond Hall）                            | 1922年落成             | 第一行政辦公樓     | 上海優秀建築 |
| 科学馆                                             | 1922年落成             | 职能部处办公楼     | 曾作為理學院樓，又稱格致堂。上海優秀建築 |
| 怀德堂（Treat Hall）                               | 1923年落成             | 第五宿舍           | 作為女生宿舍，上海優秀建築 |
| 湛恩纪念图书馆（Herman C.E. Liu Memorial Library） | 1928年落成             | 公共服務中心       | 曾作為儀表一館。上海優秀建築。 |
| 艾德蒙堂（Edmands Hall）                           | 1932年落成             | 南體育館           | 女生健身房，上海優秀建築 |
| 音乐堂（Music Hall）                               | 建於1935年             | 校辦公樓           | 上海優秀建築 |
| 思福堂（Virginia Hall）                            | 建於1936年             | 國際交流中心       | 原為教師住宅，上海優秀建築 |
| 思魏堂（Auditoriumand and White Chapel）           | 1937年落成             | 大禮堂             | 纪念沪江大学第二任校长魏馥兰。上海優秀建築 |
| 馥赉堂（Franklin-Ray Hall）                        | 建於1948年             | 第二教师公寓       | 上海優秀建築 |
| 麦氏医院                                           | 1917年落成             | 家屬樓211號        | 上海優秀建築 |
| 家屬樓108號                                        | 建於1922年             | 沪江大学校友招待所 | 刘湛恩校長故居，上海優秀建築 |
| 家屬樓209號                                        | 建於1936年             | 家屬樓             | 上海優秀建築 |
| 家屬樓210號                                        | 建於1947年             | 家屬樓             | 1989年4月由三层加建为四层。上海優秀建築 |
| 教師住宅                                           | 建於1909至1929年       | 家屬樓             | 共有12幢。上海優秀建築 |

- 东堂 (East Hall)，建于1909年，膳厅、宿舍，现为慈善工作站。
- 家属楼103/104号，建于1915年，原沪江大学教员住宅。
- 家属楼109号，建于1920年，原沪江大学教员住宅。
- 家属楼110-112号，建于1924年，原沪江大学教员住宅。
- 家属楼201/202号，建于1917年，原沪江大学教员住宅。
- 家属楼205号，建于1920年，原沪江大学教员住宅。
- 家属楼208号，建于1923年，原沪江大学教员住宅。
- 家属楼115-120号，建於1929年，為一幢六套联排住宅。
- 家屬樓121-126号，建於1930年，為一幢六套联排住宅。

## 历任校长
浸會神學院
- 柏高德（J. T. Proctor，1906年－1909年）

浸會大學堂
- 柏高德（J. T. Proctor，1909年－1911年）

上海浸會大學
- 柏高德（J. T. Proctor，1911年－1911年）
- 戴阼施（Ezra Francis Tatum，1911年，代理校长）
- 魏馥兰（Francis John White，1911年－1914年）

滬江大學
- 魏馥兰（Francis John White，1914年－1926年）
- 刘湛恩（Herman C. E. Liu，1928年－1938年4月7日）
- 樊正康（T.K. Van，1938年－1939年，校务长）
- 樊正康（T.K. Van，1939年－1946年） 
  - 朱博泉（1942年－1944年，沪江书院院长）
  - 郑章成（1942年－1944年，沪江书院教务长，主持工作）
  - 郑章成（1944年－1945年，沪江书院院长）
- 凌宪扬（Henry Hsien-yang. Lin，1946年，代校长）
- 凌宪扬（Henry Hsien-yang. Lin，1946年－1949年）
- 余日宣（1949年－1952年，校务委员会主任）[6]

## 知名教师
- 董景安
- 潘子放

## 校友
- 徐志摩
- 唐滌生
- 戴琳
- 李公朴
- 吴经熊
- 吴嵩庆, 钢铁工业家
- 夏志清
- 邓家栋，临床内科学家、血液病学家
- 徐次达，著名工程师、固体力学家
- 冯亦代，翻译家、作家、编辑；
- 张资珙，化学家
- 程及，画家
- 朱抚松
- 李道豫
- 龚祥瑞，法学家
- 陈廼沅，1945届化学系。化学、石油化工专家，美国国家工程院院士。
- 李储文，1940届化学系毕业。中国共产党高级官员，曾任上海市革命委员会外事办公室主任、新华社香港分社副社长、上海社会科学界联合会主席、中国福利会副主席、上海市人民政府外事顾问、全国政协委员、《辞海》副主编之一，现任上海杉达学院董事长、上海市宁波经济建设促进协会永远名誉会长，以长期隐藏在基督教会内从事地下工作和于1980年代任新华社香港分社副社长期间，为香港主权交接所进行的准备工作而著称。
- 周聯華，神學家，美國南方浸信會神學院哲學博士學位 , 臺灣東海大學董事會董事長、臺灣浸信會神學院專任教授、臺灣世界展望會董事長。
- 張蔚觀，張忠謀父親
- 文忠傑，國防醫學院「外科教父」。1930年畢業於上海滬江大學，1937年獲美國纽约大学醫學博士學位，任職於北平協和醫學院附設醫院外科部。1958年起，任三總與榮總外科主任，創立國內住院醫師、總醫師培訓制度。1973年從三總退休，仍參加三總每月外科死亡病例研討會。九十歲罹患腹部主動脈瘤，一百歲得食道癌，依然參與醫學會指導後進。學生遍布醫界，如心臟移植權威魏崢、榮總副院長雷永耀等。2006年12月12日因癌症轉移引起心肺衰竭，病逝三軍總醫院，享年102歲。
- 刘元方，中国化学家，中国科学院院士。

## 延伸阅读
- Hipps, John Burder. History of the University of Shanghai. Valley Forge: Board of Founders of the University of Shanghai, 1964
- 王立誠：《美國教會高等教育在中國：滬江大學個案研究》。博士論文，上海：復旦大學，1995。
- 滬江大學校友會：《滬江大學紀念集 (1906-1986)》。上海：滬江大學校友會，1986。
- 一霜：〈滬江大學的「大家庭」精神〉。《上海文史資料選輯》，第59輯 (1988)，頁120-127。
- 朱博泉：〈滬江大學校史述略〉。《上海文史資料選輯》，第47輯 (1984)，頁206-212。
- 劉王立明：〈滬江大學始末簡記〉。《全國文史資料選》(北京)，第31期，頁120。
- 魯易：〈滬江大學女學生的制服〉。《民國日報》，第77冊 (1928年12月6日)，總頁585。
- 王立誠：〈滬江大學與近代商科教育〉，《近代中國》，第6輯 (1996)，頁41-61。
- 顧宗沂：〈滬江大學〉。中國學生社編：《全國大學圖鑑》，頁176-180上海：良友圖書印刷公司，1933。
- 劉王立明：〈先夫劉湛恩先生〉。《中華教育界》，復刊第1卷1期 (1947)，頁116-118。
- 朱撫松：〈私立滬江大學〉。《中華民國大學誌》，頁156-158。台北：中國新聞出版公司，1953。